# Vidas Opostas (telenovela)
Vidas Opostas (estilizada como VIDAS OPOSTⱯS) é uma telenovela portuguesa produzida pela SP Televisão que foi exibida pela SIC de 9 de abril de 2018 a 10 de maio de 2019, substituindo Espelho d'Água e sendo substituída por Golpe de Sorte. É a "24.ª novela" do canal.
Escrita por Alexandre Castro, tem a colaboração de Sandra Santos, Ana Lúcia Carvalho, Andreia Vicente Martins, Catarina Dias, Pedro Barbosa da Silva e Sandra Zigue Machado como guionistas, a direção de Jorge Queiroga, a direção de elenco de Luísa Cruz e a direção de produção de Bruno Oliveira.
Conta com Joana Santos, Sara Matos, Renato Godinho, João Jesus, Diogo Amaral, Rui Morrison e Maria João Luís nos papéis principais.

## Sinopse
| Resumo | Resumo | Episódios | Episódios | Originalmente exibido | Originalmente exibido  |
| Resumo | Resumo | Episódios | Episódios | Estreia da temporada  | Final da temporada     |
| ------ | ------ | --------- | --------- | --------------------- | ---------------------- |
|        | 1      | 153       | 153       | 9 de abril de 2018    | 30 de setembro de 2018 |
|        | 2      | 160       | 160       | 1 de outubro de 2018  | 10 de maio de 2019     |

Eva Lemos é uma mulher com uma vida bem estabelecida que muda radicalmente, após o desaparecimento do marido Marco Vaz. De um dia para o outro, Eva é despejada da sua casa, fica sem dinheiro e perde o trabalho na agência anti-doping, tudo por causa de Marco, e ainda, descobre que está grávida.
Sem qualquer apoio, regressa aos subúrbios de Sintra, à casa da mãe, Salomé Lemos, com quem cortou relações há dez anos e cujo motivo é mantido em segredo pelas duas. Apesar da cicatriz aberta entre as duas, Eva tenta "recuperar” a relação com os irmãos: o anjo Lucinha Lemos cujo sonho é ser ginasta; e Joel Lemos que divide a sua vida entre vários trabalhos.
Enquanto se confronta com os fantasmas do passado e enfrenta uma vida duríssima, por causa das dificuldades com que a sua família se depara, Eva segue o rasto do marido e surpreende-se a cada nova descoberta. Afinal, Marco tinha uma vida dupla que incluía a participação numa rede de produção e tráfico de esteroides anabolizantes e a existência de uma amante, uma professora de educação física atualmente desempregada, Maria Pinho. A questão é que também Maria vivia em total inocência: desconhecia a atividade ilegal de Marco e o facto de ele ser casado. Os dois têm uma filha de três meses e ele tinha acabado de pedi-la em casamento. De um dia para o outro, também ela conhece outra faceta de Marco, um homem que a ama, mas que quer a todo o custo que ela fuja com ele e com o dinheiro que andou a amealhar ilegalmente.
Duas mulheres enganadas pelo mesmo homem, uma esposa grávida e uma amante noiva, cujos encontros serão repletos de tensão, revelações e desconfianças mútuas. É, neste contexto, que dois novos homens entrarão na vida das nossas protagonistas, Ricardo Candal e Jorge Vaz, com os quais viverão intensas histórias de amor.

## Elenco

### Elenco principal
| Ator/Atriz      | Personagem     |
| --------------- | -------------- |
| Joana Santos    | Eva Lemos      |
| Sara Matos      | Maria Pinho    |
| João Jesus      | Ricardo Candal |
| Diogo Amaral    | Jorge Vaz      |
| Renato Godinho  | Marco Vaz      |
| Rui Morrison    | Álvaro Candal  |
| Maria João Luís | Salomé Lemos   |

### Elenco recorrente
| Ator/Atriz           | Personagem            |
| -------------------- | --------------------- |
| Ana Padrão           | Cecília Candal        |
| Marina Mota          | Milene Cruz           |
| Ângelo Rodrigues     | Rodrigo               |
| Paula Lobo Antunes   | Aurora Teles          |
| Jorge Corrula        | Lucas Teles           |
| Diogo Lopes          | Hugo Pinho            |
| Diana Chaves         | Vera Leal             |
| Martinho Silva       | Caio Leal             |
| António Durães       | João Trovão           |
| Maria D'Aires        | Leonor Reis           |
| Ricardo Carriço      | Artur Silva           |
| Sofia Sá da Bandeira | Anabela Vidal         |
| Rui Luís Brás        | Fausto Vidal          |
| Nuno Janeiro         | Benny Reis            |
| Joana Duarte         | Mónica Silva          |
| Duarte Gomes         | Pedro Reis            |
| Luís Garcia          | Joel Lemos            |
| Filipa Nascimento    | Íris Candal           |
| João Arrais          | Tito Reis             |
| Ricardo Oliveira     | Simão Alves           |
| Beatriz Frazão       | Lúcia «Lucinha» Lemos |
| Henrique Mello       | David Teles           |
| Daniela Marques      | Beatriz «Bea» Leal    |
| Carolina Carvalho    | Mariana Dias          |
| Vera Moura           | Soraia Dias           |
| Andrei Maxinese      | Tomás Vidal           |
| Raquel Sampaio       | Débora Trovão         |
| Inês Monteiro        | Joana Vidal           |
| João Mota            | Eduardo «Edu»         |

### Participação especial
| Ator/Atriz     | Personagem       |
| -------------- | ---------------- |
| José Simões    | Frederico Candal |
| Dinarte Branco | Vítor Pinho      |
| Mariana Norton | Andreia          |

### Elenco adicional
| Ator/Atriz          | Personagem       |
| ------------------- | ---------------- |
| Adérito Lopes       | Detetive         |
| Igor do Vale        | Médico           |
| Bruno Bravo         | Elias            |
| José Neves          | Inspector João   |
| Catarina Gouveia    | Sílvia           |
| Sílvio Nascimento   | Chico            |
| Pedro Rodil         | Paulo            |
| Nelson Cabral       | Valter           |
| Miguel Santiago     | Mário            |
| Francisco Arraiol   | Rafael           |
| Irma Ribeiro        | Núria            |
| Samanta Castilho    | Inspetora Teresa |
| Jorge Albuquerque   | Filho de Milene  |
| Ana Freitas         | Dra Eunice       |
| Fábio Alves         | Jornalista Muvv  |
| Francisco Fernandez | Homem do lixo    |

## Produção
A novela teve como título provisório "Jogo Duplo".
As gravações decorreram nos estúdios da SP Televisão e nas cidades de Sintra, Madrid e Amarante. Foram gravados 325 episódios de produção, divididos na sua distribuição internacional em duas temporadas: 162 (T1) + 163 (T2).

## Exibição
Vidas Opostas estreou na 2.ª faixa de novelas a 9 de abril de 2018, em substituição de Espelho d'Água. Divida em 2 fases, entrou nos últimos episódios a 15 de abril de 2019 e terminou ainda no mesmo ano, a 10 de maio com 313 episódios de exibição, sendo substituída semanas mais tarde por Golpe de Sorte.

### Exibição internacional
Foi exibida na SIC Internacional de 23 de abril de 2018 a 26 de maio de 2019.

### Transmissão na OPTO
Com o lançamento da OPTO, a plataforma de streaming da SIC, a 24 de novembro de 2020, a novela foi disponibilizada com os seus 325 episódios de produção.

## Audiências
"Vidas Opostas" estreou a 9 de abril de 2018, segunda-feira, com 12.2 de audiência média e 23.6% de share, com cerca de 1 milhão e 178 mil espectadores, na vice-liderança, com um pico de 12.9 de audiência média e 25.2% de share, perdendo apenas para um episódio especial duplo da rival "A Herdeira".
No segundo episódio, a trama de Alexandre Castro rendeu à SIC uma audiência média de 11.4 e 22.6% de quota média de mercado, em termos médios, 1 milhão e 102 mil espectadores estiveram com o segundo episódio da novela de Carnaxide.
Ao quarto episódio é impulsionada pelo jogo da Liga Europa entre o Sporting e o Atlético de Madrid, a novela registou o seu primeiro recorde de audiência, registando 12.7 de rating e 26.7% de share, com cerca de 1 milhão e 232 mil espectadores, com um pico de 17.0 de audiência média e 32.9% de share, mantendo a vice-liderança.
A 23 de abril de 2018, estreou-se num novo horário (23h), registando 9.5 de audiência média e 27.7% de share, com cerca de 917 mil espectadores, alcançando a liderança, com um pico de (9.8 / 30.2%). Venceu frente à novela da TVI "Jogo Duplo" (7.6 / 21.9%).
No dia seguinte, 24 de abril volta a deixar a concorrência bem longe com (9.6 / 25.3%) frente às nomeações da "Casa dos Segredos" de Queluz de Baixo (9.2 / 24.0%), e à série "1986" da RTP1 (2.0 / 4.9%).
A 30 de julho de 2018, a SIC transmitiu um episódio especial em que o grande vilão da história, Marco (Renato Godinho) morre assassinado. O resultado foi de 8.5 de rating e 23.8% de quota média de mercado, com 822 mil e 200 espectadores.
A 1.ª fase terminou a 30 de setembro de 2018 com 5.4 de audiência média e 16.6% de share, na vice-liderança, frente à repetição do último episódio de "A Herdeira" (5.4 / 19.7%).
A 2.ª fase estreou a 1 de outubro de 2018 com 7.4 de audiência média e 22.4% de share, na vice-liderança, frente a "Jogo Duplo" (7.9 / 23.5%).
A 20 de novembro de 2018, "Vidas Opostas" enfrenta um novo adversário, o 2º episódio de "A Teia". A novela da SIC ficou na vice-liderança com (6.4 / 17.5%), já a trama da TVI ficou-se pelos (9.8 / 27.2%). A RTP1 assumiu a terceira posição com “Portugueses pelo Mundo – Aviação” (3.1 / 8.1%).
A 28 de novembro de 2018, “Vidas Opostas” voltou a ser líder de audiências. Para este feito muito contribuiu a diferente concorrência. A novela da SIC aproveitou a nova concorrência “Love on Top” para, em média, liderar as audiências. Com 6.9 de rating e 21.8% de quota média de mercado, “Vidas Opostas” garantiu 672 mil e 900 espectadores em média na sua faixa.
No dia 10 de maio de 2019, foi exibido o último episódio de “Vidas Opostas”. Com início às 23h garantiu 9.0 pontos de rating e 25.2% de share com cerca de 875 mil espectadores na liderança. Às 23h17 estavam sintonizados cerca de 902 mil espectadores (9.3 de rating). Já o recorde de share foi registado no último minuto em que alcançou 28.4% de quota de mercado.
| Média | Média     | Episódios transmitidos | Rating | Share | Ref.   |
| ----- | --------- | ---------------------- | ------ | ----- | ------ |
| 2018  | Abril     | 19 episódios           | 10.3   | 24.0% | ...    |
| 2018  | Maio      | 27 episódios           | 8.2    | 22.2% | ...    |
| 2018  | Junho     | 26 episódios           | 7.8    | 21.9% | ...    |
| 2018  | Julho     | 26 episódios           | 7.8    | 24.6% | [ 15 ] |
| 2018  | Agosto    | 27 episódios           | 7.3    | 21.8% | ...    |
| 2018  | Setembro  | 27 episódios           | 6.8    | 20.5% | ...    |
| 2018  | Outubro   | 27 episódios           | 6.7    | 19.7% | ...    |
| 2018  | Novembro  | 23 episódios           | 6.6    | 19.1% | ...    |
| 2018  | Dezembro  | 18 episódios           | 6.4    | 18.9% | ...    |
| 2019  | Janeiro   | 22 episódios           | 6.6    | 18.4% | ...    |
| 2019  | Fevereiro | 20 episódios           | 6.7    | 19.2% | ...    |
| 2019  | Março     | 21 episódios           | 6.4    | 18.6% | ...    |
| 2019  | Abril     | 22 episódios           | 6.5    | 17.9% | ...    |
| 2019  | Maio      | 8 episódios            | 7.1    | 19.7% | ...    |
| Total | Total     | 313 episódios          | 7.2    | 20.5% |        |

## Prémios
| Ano  | Prémio                                               | Categoria                    | Por           | Resultado |
| ---- | ---------------------------------------------------- | ---------------------------- | ------------- | --------- |
| 2019 | 8º New York Festivals International TV & Film Awards | Telenovela                   | Vidas Opostas | Venceu    |
| 2019 | 40º Banff World Media Festival – The Rockie Awards   | Serials, Soaps & Telenovelas | Vidas Opostas | Venceu    |
| 2019 | Emmy Internacional 2019                              | Melhor Telenovela            | Vidas Opostas | Indicado  |
| 2019 | Rose D’or Awards 2019                                | Soap or Telenovela           | Vidas Opostas | Indicado  |